# Зонная плавка
Зо́нная пла́вка (зо́нная перекристаллиза́ция) — метод очистки твёрдых веществ, основанный на различной растворимости примесей в твёрдой и жидкой фазах. Метод является разновидностью направленной кристаллизации, от которой отличается тем, что в каждый момент времени расплавленной является некоторая небольшая часть образца. Такая расплавленная зона передвигается по образцу, что приводит к перераспределению примесей. Если примесь лучше растворяется в жидкой фазе, то она постепенно накапливается в расплавленной зоне, двигаясь вместе с ней. В результате примесь скапливается в одной части исходного образца. По сравнению с направленной кристаллизацией этот метод обладает большей эффективностью. Метод был предложен Уильямом Гарднером Пфанном в 1952 году и с тех пор завоевал большую популярность. В настоящее время метод используется для очистки более 1500 веществ.
Схема устройства для зонной плавки в лодочке приведена на рисунке
1индукционные катушки
2расплавленные зоны
3очищенный германий
4сверхчистый германий
5германий с повышенным содержанием примесей
6графитовая лодочка
Очищаемое вещество помещают в лодочку из тугоплавкого материала. Основные требования к материалу лодочки:
- высокая температура плавления;
- материал лодочки не должен растворяться в очищаемом веществе или реагировать с ним.

Лодочку помещают в горизонтальную трубу, у которой один конец может быть запаян или через него подают инертный газ. Если он запаян, то другой конец трубы соединён с вакуумной установкой.
Один конец образца расплавляется, затем расплавленная зона начинает двигаться вдоль слитка. Длина расплавленной зоны зависит от длины слитка и составляет несколько сантиметров. Вещество плавится либо индукционными токами, либо теплопередачей в печи сопротивления. Скорость движения составляет, как правило, от нескольких миллиметров до нескольких сантиметров в час. Движение может осуществляться либо за счёт вытягивания лодочки через неподвижную печь, либо смещением зоны нагрева. Иногда для повышения эффективности увеличивают число проходов зоны или число зон.
Распределение примеси характеризуется коэффициентом распределения, который равен
{\displaystyle K={\frac {C_{S}}{C_{L}}},}
где СS — концентрация примеси в твёрдой фазе, СL — концентрация примеси в жидкой фазе.
Иногда вместо коэффициента распределения K используют коэффициент разделения α, который равен
{\displaystyle \alpha ={\frac {C_{S}(1-C_{L})}{C_{L}(1-C_{S})}}}.
Примеси, для которых коэффициент распределения K < 1, концентрируются в расплавленной зоне и вместе с ней перемещаются к концу слитка. С другой стороны от расплавленной зоны образуются слои вещества, более чистого относительно примесей, для которых K < 1. Те примеси, для которых K > 1, наоборот, концентрируются в начале слитка. Если осуществить многократное прохождение расплавленной зоны, то примеси с K < 1 соберутся в конце слитка.
Для примесей с К > 1 метод мало эффективен. Самые чистые части слитка (из середины) используются для изготовления приборов. Таким методом можно очистить германий до образцов с удельным сопротивлением порядка 70 Ом·см, в которых остаётся примерно один атом примеси на 1010 атомов германия.
Если расплав вступает в реакцию с материалом тигля (лодочки), или очищаемое вещество имеет высокую температуру плавления (>1500 °C), применяют бестигельную зонную плавку.
Метод обладает рядом недостатков. Основной недостаток — невозможность масштабирования, так как скорость процесса определяется скоростью диффузии примеси. Поэтому метод применяется для конечной стадии очистки при получении особо чистых веществ. Максимальные габариты лодочки — длина 50 см, толщина — 2‒3 см, длина расплавленной зоны — 5 см.